# Солдатов Анатолій Гаврилович
Анатолій Гаврилович Солдатов (1908, станція Авдіївка, тепер Донецької області — березень 1970, місто Київ) — радянський діяч, міністр лісового господарства Української РСР.

## Життєпис
Закінчив Великоанадольський лісовий технікум на Донбасі.
Член ВКП(б) з 1932 року.
Навчався на лісогосподарському факультеті Київського лісотехнічного (з 1936 року — лісогосподарського) інституту, обирався секретарем партійного комітету інституту. У 1936 році закінчив Київський лісогосподарський інститут, навчався в аспірантурі при інституті.
З квітня 1938 до травня 1940 року — директор Київського лісогосподарського інституту.
З лютого 1942 по 1945 рік — в Червоній армії, учасник німецько-радянської війни. Служив старшим інструктором із партійної роботи — секретарем партійної комісії, заступником начальника політичного відділу 38-ї мотострілецької бригади Сталінградського і Донського фронтів, заступником начальника політичного відділу 7-ї гвардійської мотострілецької бригади 1-го та 2-го Українських фронтів.
З 1945 до травня 1946 року — директор Київського лісогосподарського інституту.
У червні 1946 — травні 1949 року — голова президії Укоопромлісоспілки (Укрліспромспілки).
27 травня 1949 — квітень 1953 року — міністр лісового господарства Української РСР.
У квітні — грудні 1953 року — начальник Головного управління лісового господарства Міністерства сільського господарства і заготівель Української РСР.
У грудні 1953—1957 роках — начальник Головного управління лісового господарства та полезахисного лісорозведення Міністерства сільського господарства Української РСР.
З 1957 року — керівник лабораторії Академії будівництва і архітектури Української РСР.
До березня 1970 року — начальник відділу економічних проблем лісової та деревообробної промисловості Науково-дослідного економічного інституту Держплану Української РСР.
Помер на початку березня 1970 року в місті Києві. Похований на Байковому кладовищі. 

## Звання
- батальйонний комісар
- майор

## Нагороди
- орден Червоного Прапора (9.03.1943)
- орден Вітчизняної війни ІІ ст. (18.06.1944)
- орден Червоної Зірки (16.09.1943)
- орден Трудового Червоного Прапора (23.01.1948)
- медаль «За відвагу» (4.11.1942)
- медаль «За оборону Сталінграда» (22.12.1942)
- медаль «За перемогу над Німеччиною у Великій Вітчизняній війні 1941—1945 рр.» (1945)
- медалі